# Larix stenophylla
Larix stenophylla là một loài thực vật hạt trần trong họ Pinaceae. Loài này được Sukaczev mô tả khoa học đầu tiên năm 1931.